# Обыкновенный малярийный комар
Обыкновенный малярийный комар (лат. Anopheles maculipennis) — вид малярийных комаров. Типовой вид комплекса видов-двойников Anopheles maculipennis.

## Распространение

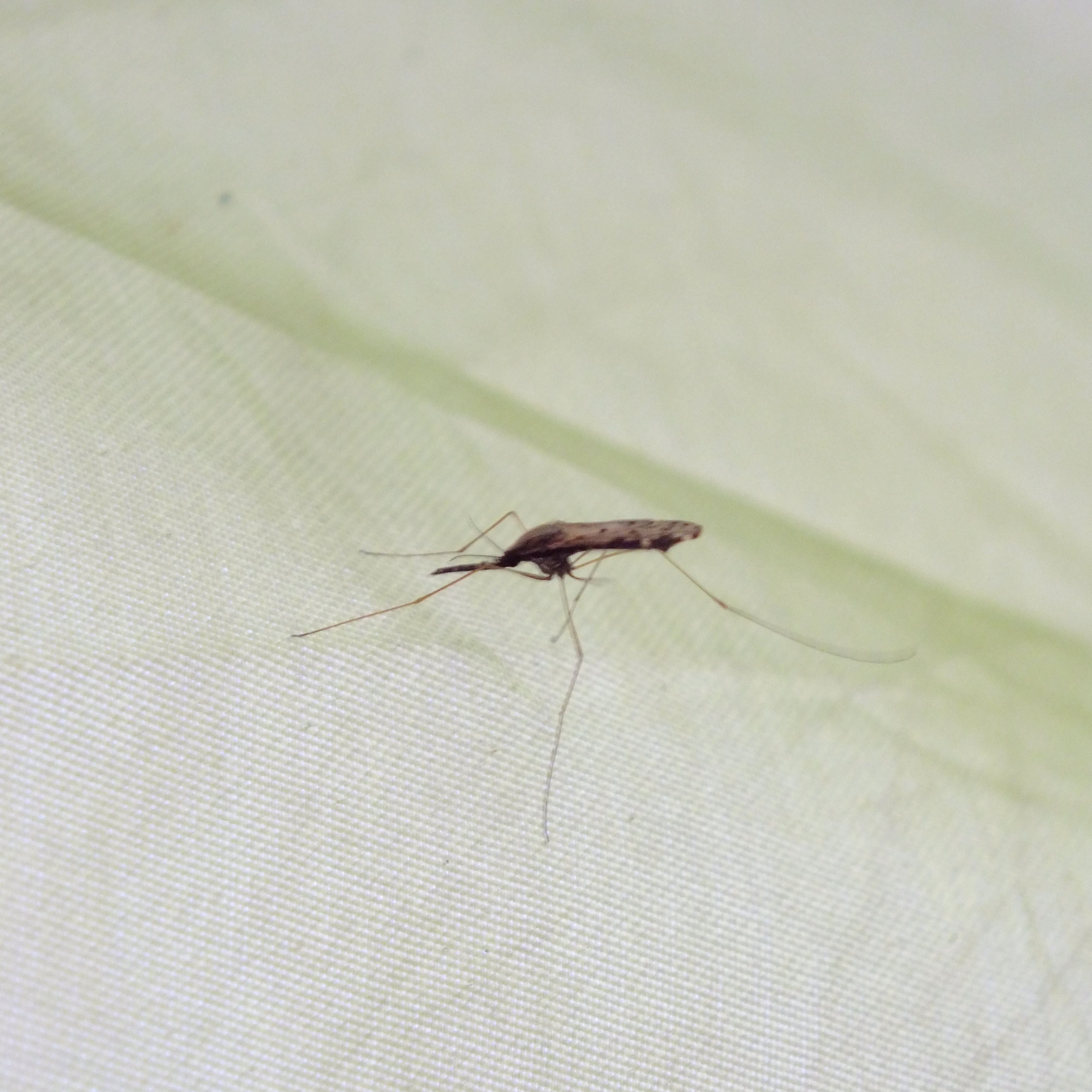
Малярийный комар Anopheles maculipennis с Нижнего Амура

Вид Anopheles maculipennis имеет ареал существенно меньший, чем соответствующий комплекс видов. Он включает в себя Европу (примерно до 60° с. ш.), отсутствует в Великобритании, на востоке доходит до Урала; ареал включает в себя так же Кавказ, Турцию, Иран, Ирак, Сирию.
На Дальнем Востоке обитают комары Anopheles maculipennis, однако на Дальнем Востоке России малярии нет, так как дальневосточный климат не способствует развитию жизненного цикла малярийного плазмодия в организме комара.

## Морфологическое описание
Особи вида Anopheles maculipennis практически неотличимы от других представителей комплекса на личиночной и имагинальной стадии. Яйца сходны с таковыми у Anopheles beklemishevi.
У имаго крыло длиной около 5,1 мм, с тёмными пятнами. Длина тела имаго — 6—10 мм. Длина тела личинок четвёртого (последнего) возраста — около 7 мм.
Основные отличия малярийных комаров от «обычных»:
1. у малярийного комара задняя пара конечностей имеет бо́льшую длину, чем у кулексов, поэтому малярийный комар сидит, подняв брюшко и опустив голову, а настоящие комары сидят ровно.
2. у малярийного комара пара щупиков, расположенных рядом с хоботком, имеет такую же длину, как и он, а у настоящих комаров щупики короткие.

## Экология
Личинки Anopheles maculipennis развиваются в пресных стоячих или медленно текущих водоёмах. Плавают «прилипнув» к плёнке на поверхности воды. Питаются мелкими организмами, водорослями. В свою очередь, личинок комаров едят многие карповые рыбы. Есть данные о питании ротанов личинками комаров семейства Culicidae (к этому семейству относится и рассматриваемый вид). Самки-имаго питаются кровью животных, способны переносить малярию. Самцы питаются только соком растений. Способность переносить малярию предполагает привязанность комаров вида Anopheles maculipennis к населённым пунктам.